# Bryceomys
Bryceomys is een geslacht van uitgestorven zoogdieren dat leefde tijdens het Laat-Krijt (tussen 100 en 66 miljoen jaar geleden) en zo de wereld deelde met dinosauriërs. Het was een lid van de orde Multituberculata. Het behoorde tot de onderorde Cimolodonta en was een lid van de Paracimexomys-groep. Het geslacht Bryceomys ('Bryce-muis', naar Bryce Canyon National Park) werd in 1995 benoemd door  Jeffrey G. Eaton.

## Soorten
De soort Bryceomys fumosus (Eaton 1995) is bekend van fossielen gevonden in lagen die dateren uit het Turonien (Laat-Krijt) in de Straight Cliffsformatie van Utah. Ze wogen waarschijnlijk ongeveer twaalf gram, ongeveer de helft van het gewicht van een huismuis. Ongeveer honderd tanden worden bewaard in het Oklahoma Museum of Natural History, inclusief het holotype OMNH V6122, een eerste kies. De soortaanduiding betekent 'rokerig' in het Latijn, een verwijzing naar de Smoky Hollow Member, de afzetting waar de vondsten werden gedaan. Het is de kleinste soort van het geslacht.
Bryceomys hadrosus werd in 1995 ook door Eaton benoemd uit de Straight Cliffsformatie van Utah die dateert uit het Turonien (Laat-Krijt). Het holotype, OMNH 25467, een eerste kies, bevindt zich ook in de Oklahoma-collectie. Het geschatte lichaamsgewicht is ongeveer negentig gram. De soortaanduiding is afgeleid van het Grieks hadros, 'fors', een verwijzing naar de zwaardere bouw. Bij de eerste kies heeft de buitenste rij drie knobbels. De binnenste rij is vooraan verbonden aan de derde knobbel van de middenrij. De knobbels worden gescheiden door troggen met een U-vormig profiel in zijaanzicht.
Bryceomys intermedius, 'de middelgrote', werd in 2001 benoemd door Eaton en Richard Lawrence Cifelli uit de Cedar Mountainformatie, Utah die dateert uit het Laat-Albien - Vroeg-Cenomanien (Laat-Krijt). Het holotype is OMNH 33001, een eerste kies.